# Józef Korbas
Józef Franciszek Korbas (Krakkó, 1914. november 11. – Katowice, 1981. október 2.), lengyel válogatott labdarúgó, edző.
A lengyel válogatott tagjaként részt vett az 1938-as világbajnokságon.

## Pályafutása

### Klubcsapatokban
14 évesen kezdett futballozni a Nadwiślan Cracovia klubban. 1935-ben a Cracoviába igazolt, amellyel az 1937-es szezonban lengyel bajnokságot nyert. Összesen 69 bajnoki mérkőzést játszott ebben a klubban, és 54 gólt szerzett. A második világháború kitörése után nem folytatta pályafutását.

### A válogatottban
A lengyel válogatottban 2 mérkőzést játszott és 4 gólt szerzett. 1937. szeptember 12-én Szófiában a Bulgária elleni 3–3-ra végződő meccsen mesterhármast ért el. Második és egyben utolsó mérkőzésére fehér-piros mezben 1938. szeptember 25-én került sor Varsóban, a Jugoszlávia elleni 4–4-es találkozón, ahol 1 gólt szerzett. Tagja volt az 1938-as világbajnokságon részt vevő lengyel válogatottnak.

### A második világháború alatt
Lengyelország náci megszállása idején, 1942-ben a németek letartóztatták, és 1943 márciusában az auschwitzi koncentrációs táborba szállították. Onnan a sachsenhauseni koncentrációs táborba került. Miután ezt túlélte, a háború után visszatért Lengyelországba, sporttisztviselő és edző lett.

### Edzőként
Edzőként az Unia Tarnów, a KKS Opole, a KKS Kluczbork és a Stilon Gorzów Wielkopolski csapatokat irányította.

## Sikerei, díjai
Cracovia
- Lengyel bajnok (1): 1937

## Fordítás
- Ez a szócikk részben vagy egészben  a   Józef Korbas című angol Wikipédia-szócikk ezen változatának fordításán alapul.  Az eredeti cikk szerkesztőit annak laptörténete sorolja fel. Ez a jelzés csupán a megfogalmazás eredetét és a szerzői jogokat jelzi, nem szolgál a cikkben szereplő információk forrásmegjelöléseként.